# Jean-Baptiste de Baudre
Jean-Baptiste de Baudre (1773-1850) est un ingénieur qui aménagea des ports (Calais, Bordeaux), des canaux (canal latéral à la Garonne) et des fleuves (Adour et Garonne).

## Biographie
Il est né à Brezolles dans le Perche (actuel département d'Eure-et-Loir), le 26 octobre 1773 dans une famille de petite noblesse.
Il monte à Paris pour y poursuivre ses études à l’École des Ponts et Chaussées ce qui lui vaut d’intégrer la première promotion de l’École Polytechnique créée en 1794. Il en sort avec le grade d’ingénieur des Ponts et Chaussées en 1797.
Il est d’abord nommé à Calais, où il surveille les travaux du port, puis à Bayonne où il dirige le chantier de correction de l’embouchure de l’Adour. C’est là qu’il se marie se fixant définitivement dans le Sud-Ouest. Nommé ingénieur en chef, il prend la direction des travaux du port de Bordeaux en 1814.
En 1825, il est nommé à Agen où il va d’abord réaliser des travaux de rectification de la Garonne, faisant disparaître les îles et régularisant le cours du fleuve qui va perdre une partie de son aspect naturel et sauvage. Mais celui-ci reste dangereux et n’est toujours pas navigable durant une partie de l’année. 
Dès l’achèvement du canal du Languedoc (le canal du Midi), on avait commencé à réfléchir à la création d'un canal latéral à la Garonne. En 1828, l’État autorise la compagnie Magendie à en dresser les projets sous l’autorité de l’ingénieur en chef de Baudre qui est chargé de la rédaction des études.
Autorisée à construire l’ouvrage en 1832, la compagnie Magendie fait faillite avant d’avoir pu commencer les travaux. En 1838, l’État prend en main le projet et décide d’en confier la responsabilité à Jean-Baptiste de Baudre. Désormais, il se consacre exclusivement à cet immense chantier et en 1839, il a la satisfaction d’accueillir le duc d'Orléans, fils aîné de Louis-Philippe Ier, accompagné de son épouse, la princesse Hélène de Mecklembourg-Schwerin, pour la pose de la première pierre du pont-canal d'Agen le 25 août 1839.
Il ne voit cependant pas l’achèvement de son œuvre dont la Monarchie de Juillet avait d’ailleurs interrompu les travaux en aval d’Agen. Ils ne sont repris qu’en 1846, mais avancent très lentement. Dans le cadre d’une mesure générale d’allègement et de renouvellement des personnels de l’administration, le gouvernement de la République le met en retraite en 1848 avec le grade d’inspecteur général honoraire. Profondément affecté par cette mesure qui l’éloigne encore plus de l’œuvre de sa vie, il s’éteint deux ans plus tard, le 15 novembre 1850.

## Après sa mort
C’est Napoléon III qui fait terminer les travaux, en 1852 la Baïse est atteinte et en 1856 c’est la jonction avec la Garonne. Le canal Latéral est enfin inauguré, la même année que le chemin de fer Bordeaux-Toulouse, la Compagnie des Chemins de fer du Midi ayant obtenu la concession des deux ouvrages.

## Sources
Articles de René Chamboredon (Revue de l'Agenais no 3-1988 : M. de Baudre, Inspecteur général des Ponts et Chaussées - Père du canal latéral à la Garonne.) et de Jean-Louis Molinié (Revue de l'Agenais no 1-1993 : J.B. de Baudre, une vie au service de la navigation en Lot-et-Garonne).